# Salyersville
Salyersville é uma cidade localizada no estado americano de Kentucky, no Condado de Magoffin.

## Demografia
Segundo o censo americano de 2000, a sua população era de 1604 habitantes.
Em 2006, foi estimada uma população de 1601, um decréscimo de 3 (-0.2%).

## Geografia
De acordo com o United States Census Bureau tem uma área de
5,5 km², dos quais 5,5 km² cobertos por terra e 0,0 km² cobertos por água.

## Localidades na vizinhança
O diagrama seguinte representa as localidades num raio de 36 km ao redor de Salyersville.